# 司法長官
司法長官（しほうちょうかん）または法務総裁（ほうむそうさい）（英：Attorney General）は、主として英米法系の国において国王または政府の最高法律顧問。英米法圏に属する国々に置かれることが多い。多くの場合閣僚であり、日本における検事総長と法務大臣、さらには内閣法制局長官とを合わせたような地位である。司法大臣が別に置かれていて、閣僚でない場合は検事総長と訳すこともある。日本を始めとする大陸法圏諸国の法相と異なり原則として法曹資格を有する者から任命される。

## アメリカ合衆国

### アメリカ合衆国
アメリカ合衆国司法長官はアメリカ合衆国司法省の長である。大統領が指名し、上院の承認で任命される。任務は法律問題について大統領や行政各部の長に対して意見を述べることである。また、連邦裁判所の裁判官の選任についても重大な発言力を持っており、大統領の決定に影響力を持つ。非常に重要な事件については最高裁判所に出頭しアメリカを代表して弁論することもある。Attorney Generalは各州政府にも置かれており、その地位や任務は基本的に連邦政府のAttorney Generalと類似のものである。なお、アメリカ合衆国司法長官が所轄する省はDepartment of Justiceである。通常、Department of Justiceは法務省と訳されるが、司法長官に合わせて司法省と訳される。

### アメリカ連合国
アメリカ連合国司法長官は1861年から4年間だけ存在したアメリカ連合国の、司法省の長である。大統領が指名し、議会の承認によって任命された。歴代司法長官には、ジュダ・ベンジャミン、トマス・ブラッグ、トマス・ワッツ、ジョージ・デイヴィスの4人が就任した。

## オーストラリア
現職はマーク・ドレイファス下院議員。

## イギリス
内閣が法廷弁護士（barrister）から選び、国王が任命する。そのほとんどが庶民院議員である。原則、内閣の交替とともに交替する。任務は、重要な法律問題について政府に助言を与えること、要請に基づいて刑事事件や国家歳入に関連する事件で国家を代表すること、法に定められた職務を行うことである。また、法廷弁護士の長として総会（general meeting）を主宰する。
アメリカ等と同じく「Attorney General」であるが、日本語では「法務長官」と訳されることが多い。

## 日本
日本において戦後の一時期に置かれた法務総裁については、法務庁および法務府を参照。